# Плутанина
Плутанина (англ. Floundering) — американська комедія.

## Сюжет
Джону вже за тридцять, а він так і не досяг успіху в житті — живе в маленькій квартирці в бідному кварталі, працює де доведеться. Всі можливі та неможливі нещастя валяться одночасно на голову безробітного Джона Бойза. Вуличний банкомат ковтає його кредитну картку, а він сам застає свою кохану в обіймах іншого. Його рідній брат, наркоман та алкоголік, тікає з психіатричної лікарні, а по ночах самому Джону вважаються привиди його померлих батьків. Доведений до відчаю він бере в заручниці дівчину і вимагає відвезти його геть із жахливого міста. Але несподівано для себе він закохується в свою заручницю і ця любов сильніше за нього.

## У ролях
- Джеймс ЛеГрос — Джон
- Ліза Зейн — Джессіка
- Ітан Гоук — Джиммі
- Шака — Шаман
- Зандер Шлосс — католик
- Джон К'юсак — Джей Сі
- Ніна Семашко — дівчина
- Джеремі Півен — хлопець
- Долорес Делюс — продавець
- Едді Бейтос — злодій
- Маріца Рівера — Еллі
- Іоланда Гарсія — Іоланда
- Анхель Гарсія — Пепе
- Том Кортезе — торговець наркотиками
- Терман Стейтом — покупець наркотиків
- Маргарет МакНаллі — Westsider
- Анна Вакс — Westside Kid
- Гері Гершоу — кредитний експерт
- Білл Фішман — Страховий агент
- Боббі Коллінз — Страховий агент
- Тед Реймі — Safe Salesman
- Нед Белламі — телефонна книга
- Бріджид МакБрайд — іміджмейкер
- Стів Бушемі — Нед
- Вігго Мортенсен — безпритульний